# Сардис (Тенеси)
Сардис (енгл. Sardis) град је у америчкој савезној држави Тенеси.

## Демографија
По попису из 2010. године број становника је 381, што је 64 (-14,4%) становника мање него 2000. године.
| Група             | 2000.       | 2010.       |
| Белци             | 437 (98,2%) | 351 (92,1%) |
| Афроамериканци    | 0 (0,0%)    | 1 (0,3%)    |
| Азијати           | 0 (0,0%)    | 2 (0,5%)    |
| Хиспаноамериканци | 4 (0,9%)    | 21 (5,5%)   |
| Укупно            | 445         | 381         |